# Chaos (amibe)
Pour les articles homonymes, voir Chaos.
Genre
Chaos est un genre d'amibes de la famille des Amoebidae.

## Liste d'espèces
Selon Catalogue of Life (22 juil. 2012) :
- Chaos carolinense
- Chaos illinoisense

Selon ITIS (22 juil. 2012) :
- Chaos carolinense
- Chaos illinoisense (Kudo, 1951)

Selon NCBI (22 juil. 2012) :
- Chaos carolinense
- Chaos nobile

## Alimentation
Les espèces du genre Chaos sont des hétérotrophes versatiles, capables de se nourrir de bactéries, algues ou d'autres protistes, voire de petits invertébrés multicellulaires. Comme tous les Amoebozoa, elles absorbent leur nourriture par phagocytose, encerclant les particules alimentaires avec leurs pseudopodes, puis les enfermant dans une vacuole où elles sont digérées par des enzymes. La cellule ne possède pas de bouche ou cytostome, et il n'y a pas non plus de zone dédiée sur la membrane cellulaire où la phagocytose a préférentiellement lieu.

## Mouvement
La membrane cellulaire, ou plasmalemme, est très flexible, permettant à l'organisme de changer de forme rapidement. Le cytoplasme contenu par cette membrane est décrit conventionnellement comme possédant deux parties : le fluide interne, ou endoplasme, qui contient des granules libres et vacuoles alimentaires, ainsi que les organites comme le noyau et les mitochondries ; et un ectoplasme plus visqueux autour du périmètre de la cellule, relativelement clair et ne contenant aucun granule visible. Comme d'autres amibes lobées, les membres du genre Chaos se déplacent en étendant leurs pseudopodes. Lorsqu'un pseudopode est étendu, une zone variable de l'ectoplasme se forme à l'extrémité principale, permettant à un jet d'endoplasme d'y circuler. La description de ces mouvements et leur lien de causalité avec le déplacement de la cellule a généré une importante quantité de publications scientifiques.